# Póka család (nagysalamoni)
A nagysalamoni Póka család egy régi eredetű, ősi magyar kisnemesi család, amely a Salamon nemzetségből ered. E család létéről nem régóta tudnak a kutatók, kevés információ áll róluk rendelkezésre. 1242-ben említett Salamon Miklósnak valószínűleg az idősebbik fia volt Póka, aki e családot alapította. Valószínűleg III. Andrástól kaphattak nemesi oklevelet, de a család tovább nem emelkedett, a Pókák megmaradtak kisnemeseknek. A család leszármazása sajnos jelenleg még nem ismeretes és a többi információ is csak feltételezés a családról.